# Zadrski kanal
Zadarski kanal je morska ožina v Jadranu. Leži med obalo na celini od Privlake do rta Plitkač pri Sukošanih, kjer se nadaljuje v Pašmanski kanal, in vzhodno obalo otokov Molat, Sestrunj, Rivanj in Ugljan. Potrka v smeri severozahod-jugovzhod. Dolg je okoli 50 km, širok od 2,5 do 20 km in globok do 54 m. Pomemben je za plovbo iz Zadra proti Reki na severozahodu, na jugovzhodu pa proti Šibeniku in Splitu.